# Baron Charnwood
Baron Charnwood, of Castle Donington in the County of Leicester, war ein erblicher britischer Adelstitel in der Peerage of the United Kingdom.
Der Titel wurde am 29. Juni 1911 für den liberalen Politiker Godfrey Benson geschaffen.
Der Titel erlosch beim Tod seines Sohnes, des 2. Barons, am 1. Februar 1955.

## Liste der Barone Charnwood (1911)
- Godfrey Rathbone Benson, 1. Baron Charnwood (1864–1945)
- John Roby Benson, 2. Baron Charnwood (1901–1955)